# Achatinella stewartii
Achatinella stewartii é uma espécie de gastrópode  da família Achatinellidae.
É endémica de Oahu no Arquipélago do Havaí.